# Lembas
Os Sena, Lemba, Remba ou Mwenye são um grupo étnico nativo da África do Sul, Zimbabué, Moçambique e Malawi, de herança mista Bantu e Iemenita. Na África do Sul, estão particularmente concentrados na província de Limpopo (historicamente em torno de Sekhukuneland ) e na província de Mpumalanga.
Embora a maioria dos Lemba sejam cristãos, há também uma minoria considerável de Lemba que são muçulmanos. Edith Bruder escreveu que "de um ponto de vista teológico, os costumes e rituais dos Lemba revelam o pluralismo religioso e a interdependência destas várias práticas" e vêem a adesão a estas religiões "em termos culturais e não religiosos. Estas identidades aparentemente religiosas não impedi-los de se declararem judeus através da prática religiosa e da identificação étnica."  Em 1992, Parfitt apontou para o forte componente cultural na identificação dos Lemba com o Judaísmo. Em 2002, Parfitt escreveu que "Aqueles Lemba, que se consideram etnicamente judeus, não encontram contradição em frequentar regularmente uma igreja cristã. Em geral, os Lemba que são mais estridentemente 'judeus' são frequentemente aqueles com ligações cristãs mais próximas."

## Crenças e práticas ligadas ao judaísmo e Islamismo
Algumas crenças e práticas dos lemba conectadas com o judaísmo incluem:
- São monoteístas e chamam o seu Deus criador de “Nwali”. Eles consideram um dia por semana sagrado e cultuam a Deus nesse dia, como o sábado judeu.
- Abstêm-se de comer porco ou outros alimentos proibidos na Torá e Alcorão. Praticam a circuncisão masculina, ainda que assim o fazem muitos povos da África, muçulmanos e cristãos.

## Tradições dos lemba
Segundo a tradição oral lemba, os seus antepassados masculinos migraram para o sudeste de África com o objetivo de obter ouro. 

Os Lemba afirmam que este segundo grupo se estabeleceu na Tanzânia e no Quénia, construindo o que foi referido como outra Sena, ou "Sena II". Outros supostamente se estabeleceram no Malawi, onde hoje residem seus descendentes. Alguns estabeleceram-se em Moçambique, acabando por migrar para o Zimbabué e a África do Sul. Eles afirmam que os seus antepassados construíram o Grande Zimbabué, hoje preservado como monumento. Ken Mufuka, um arqueólogo zimbabuense, acredita que ou os Lemba ou os Vendapode ter participado neste projeto arquitetônico, mas não acredita que eles tenham sido os únicos responsáveis pela sua conclusão. Os escritores Tudor Parfitt e Magdel le Roux acham que podem ter ajudado a construir a enorme cidade mas, a maioria dos académicos especialistas nesta área acreditam que a construção do recinto no Grande Zimbabué é em grande parte atribuível aos antepassados dos Shona, que foram os primeiros a deslocar o povo indígena San da região. Tais obras eram típicas de suas civilizações ancestrais.